# Impulse Fire Extinguing Technology

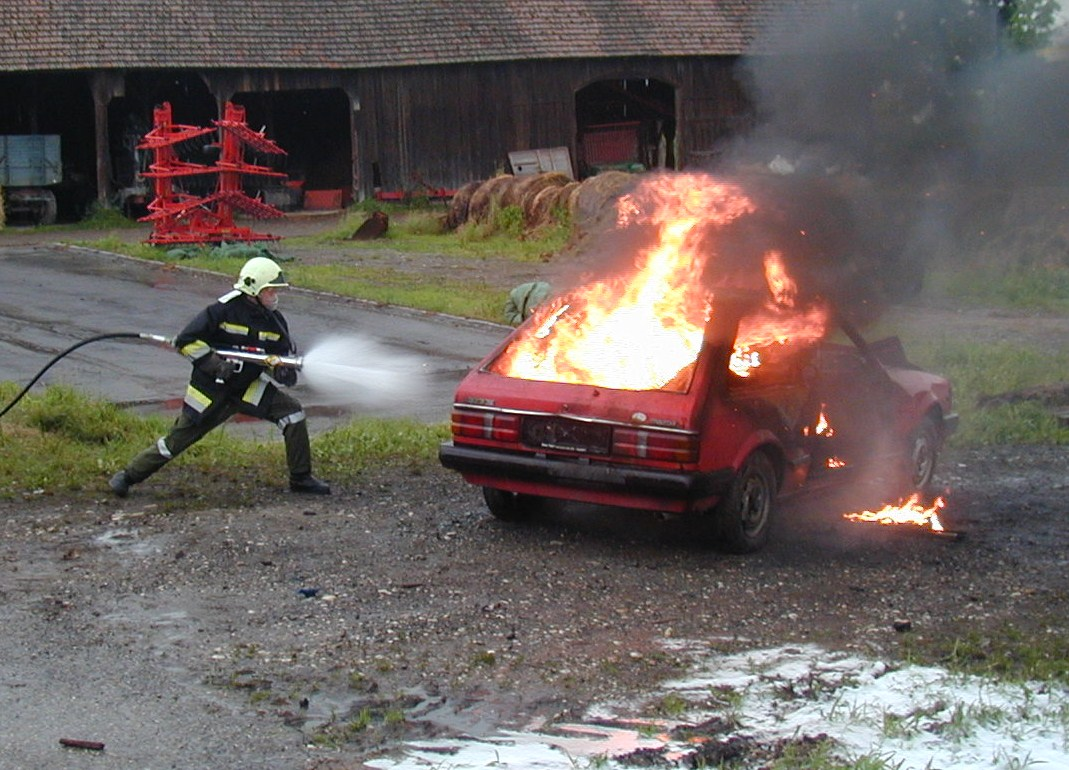
L'utilizzo di tecnologia IFEX nello spegnimento di un'automobile incendiata.

L'Impulse Fire Extinguing, o Impulse Fire Extinguing Technology, solitamente indicata con la sigla IFEX, è un'attrezzatura solitamente impiegata dai vigili del fuoco nel trattamento degli incendi.
Lo scopo di questa attrezzatura è quello di gettare l'agente estinguente, generalmente acqua, sulle fiamme tramite impulsi provocati da un gas inerte (spesso aria compressa a 25 bar di pressione), velocemente a circa 400Km/h (alta frequenza).
In caso di utilizzo di acqua come agente estinguente, essa viene pressurizzata a 6 bar prima dello "sparo" permettendo all'IFEX di produrre una nube di gocce molto piccole e ravvicinate che avvolgono le fiamme come se fossero state "lanciate" con lance o naspi antincendio. L'attrito dell'aria che agisce sul flusso d'acqua frantuma le molecole del liquido, riducendo le gocce dalla dimensione normale di 700 micron a circa 100 micron.

## Vantaggi nell'uso dell'IFEX
- La limitazione dello spreco dell'estingente (che generalmente vaporizza).
- La limitazione dei danni che l'estinguente potrebbe causare sul teatro d'intervento. (In caso che l'estinguente sia l'acqua spesso sono dovuti ad un eccesso di portata o di pressione utilizzate.)
- L'abbattimento dei fumi dovuti al contatto estinguente/combustibile (con conseguente maggiore visibilità nell'attacco al fuoco)
- Facile portabilità dell'attrezzatura (generalmente uno zaino con 2 serbatoi: uno per il gas inerte che imprime la velocità all'estinguente uno per l'estinguente)

## Svantaggi nell'uso dell'IFEX
- Piccolo abbassamento delle temperature; non paragonabile all'uso di lance o naspi antincendio. (Quindi vi è il rischio che le fiamme, una volta soffocate, riprendano vigore).
- Limitato serbatoio per l'estinguente.